# Gaetano Maria Schiassi
Gaetano Maria Schiassi (Bologne, 10 mars 1698 – Lisbonne, 1754) est un compositeur et violoniste italien.

## Biographie
Gaetano Maria Schiassi reçoit sa formation musicale à l'Accademia Filarmonica de Bologne, où en 1719, il en devient membre en tant que suonatore. Il travaille pour diverses cours d'Italie, notamment le duc Alderano I Cybo-Malaspina, et à la cour du Landgrave de Hesse-Darmstadt, avant de s'installer à Lisbonne en 1734. À la Chapelle royale, il participe à la fondation d'une maison d'Opéra, la « Academia da Trindade ». De Lisbonne entre 1735 et 1753, il correspond avec Padre Giovanni Battista Martini, où Schiassi décrit ses activités de compositeur, professeur et chanteur.

## Œuvre

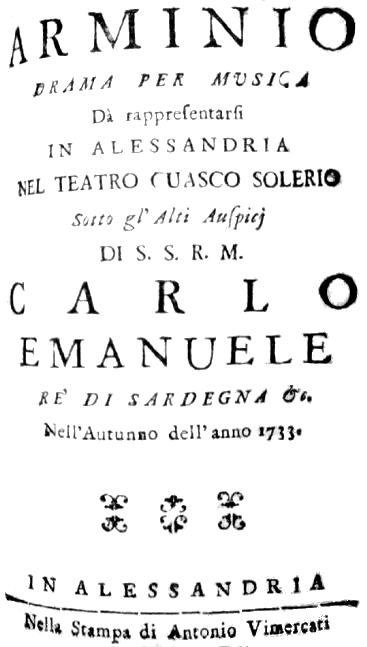
Page de titre du livret d’Arminio d'Antonio Salvi, musique de Gaetano Maria Schiassi, donné au théâtre du Palazzo Guasco (Alessandria 1733).

Schiassi compose une dizaine d'opéras, souvent dans un style pastoral, semblable à un autre musicien originaire de Bologne, Giacomo Antonio Perti. Quatre oratorios sur des livrets de Métastase sont également de sa plume : La passione di Gesù Cristo, Giuseppe riconosciuto, Gioas re di Giuda et Il sacrificio d’Isaac. Sont imprimés une collection de 12 Sonates pour violon et basse continue (Bologne, Silvani 1724), 10 « Trattenimenti musicali per camera » pour violon et basse continue (Bologne 1724), 12 Concertos pour violon (Amsterdam, Le Cène 1737). D'autres œuvres, dont quelques ouvertures et sinfonias sont conservées en manuscrits. Sa Symphonie de Noël a 4, « Sinfonia pastorale per il santissimo natale di nostro Jesu » a été enregistrée à plusieurs reprises.